# Volt Portugal
Volt Portugal (VP) é um partido português, capítulo nacional do partido pan-europeu Volt Europa. Descreve-se como progressista, alegando ser livre de ideologias de esquerda e de direita, mas como um partido pragmático que procura basear as suas decisões na evidência científica, rejeitando populismos e radicalismos.
O Volt defende a criação de uma Federação Europeia, com presidente e governo eleitos, que aprofunde a integração europeia a nível político, social e económico.
A organização segue uma abordagem pan-europeia em muitos temas políticos como a crise climática, migração, desigualdade económica, conflitos internacionais, terrorismo e o impacto da revolução tecnológica no mercado de trabalho. O Volt Europa tem cerca de 20 000 membros espalhados por 31 países europeus, contando com mais de 130 membros eleitos por toda a Europa.

## Ideologia
Em 2018, o Volt identificou "os desafios fundamentais 5+1", que identificou como cruciais para uma melhoria da União Europeia:
- Estado inteligente – Digitalização dos serviços públicos para prestar serviços de alta qualidade em áreas como a educação, saúde e justiça, de modo a garantir inclusão social, igualdade de oportunidades, aumento da eficácia administrativa e o combate à corrupção.
- Renascimento económico – uma mistura de modelos económicos circulares e verdes focados em reconstruir as áreas economicamente desfavorecidas, promover a liderança na inovação, reduzir a burocracia, combater o desemprego, estimular a inovação, investir na produtividade e no comércio inteligente e sustentável, e criar um sistema social e fiscal unificado a nível europeu.
- Igualdade social – Direitos humanos, igualdade de oportunidades, igualdade de género e tolerância às diferenças culturais através de políticas inovadoras e abrangentes que abordam todos os tipos de desigualdades e discriminação, que visam aliviar a pobreza, incluir todos na sociedade e dar-lhes acesso a necessidades básicas, e que salientam o direito de uma pessoa ao seu próprio corpo.
- Equilíbrio global – Políticas sustentáveis e responsáveis na agricultura e no comércio, medidas para fazer face às crise climática, comércio justo internacional, agricultura sustentável, segurança alimentar, biodiversidade, questões de migração e cooperação internacional para o desenvolvimento. Este desafio procura estabelecer políticas em sintonia com os Objetivos Globais para o Desenvolvimento Sustentável da ONU.
- Dar voz aos cidadãos – Maior subsidiariedade, responsabilidade social e democracia participativa através da fomentação de um ambiente diversificado de informação e imprensa, a criação de ferramentas e tecnologias para aumentar a participação na política e em desenvolver métodos para fazer prosperar as nossas democracias.
- Reforma Europeia  – Uma federação dos estados da UE, com maiores responsabilidades para as suas regiões e cidades, assim como o estabelecimento de reformas como abolir o poder de veto nacional e capacitar o Parlamento para propor leis, reduzir a idade de voto para 16 anos e permitir que os cidadãos proponham leis através de petições.

### Política europeia
O Volt Portugal é um partido europeísta apoiante do federalismo europeu. Defende que uma União Europeia federal seria capaz de atuar mais eficazmente face a desafios comuns como as alterações climáticas, crises pandémicas ou migratórias, concorrência económica mundial ou violações da lei internacional. Quer também que Portugal tenha uma voz mais ativa na Europa e política da União Europeia.
Assim, o partido propõe convocar uma Convenção Europeia que reforme os tratados da União de forma a:
- tornar a Comissão Europeia num verdadeiro Governo Europeu, responsável perante os cidadãos europeus, com um primeiro-ministro eleito a partir dos membros do Parlamento Europeu;
- tornar o Conselho da União Europeia num Senado Europeu com senadores designados pelos parlamentos nacionais, abolindo o Conselho Europeu e substituindo o direito de veto por maioria qualificada;
- dotar o Parlamento Europeu de capacidade legislativa à semelhança do que ocorre nos parlamentos nacionais e permitir que os cidadãos europeus proponham leis através de petições;
- tornar o Tribunal de Justiça da União Europeia num Tribunal Constitucional para consolidar os fundamentos jurídicos e democráticos da União;
- refomar a Zona Euro para a tornar numa verdadeira União fiscal e monetária, com orçamentos europeus anuais, capacitação da União Europeia para combater choques económicos e um imposto mínimo de 22% sobre sociedades para combater offshores.

### Política ambiental
O Volt Portugal descreve-se como um partido ecologista. O partido europeu ao qual pertence, Volt Europa, integra por votação entre os membros do partido, o grupo dos Verdes/Aliança Livre Europeia no Parlamento Europeu. De forma a combater as alterações climáticas, o partido compromete-se em alcançar uma economia de neutralidade climática até 2040, dez anos antes do compromisso da União Europeia firmado no Pacto Ecológico Europeu, com o setor energético a atingir a neutralidade até 2035. Defende que estes objetivos devem ser conjugados com os esforços para atingir a autossuficiência energética através das energias renováveis e nuclear.
O partido propõe ainda acabar com os subsídios aos combustíveis fósseis e introduzir um imposto sobre o carbono destinado a ajudar os mais afetados pela transição energética. Defende ainda a promoção de mobilidade ativa e investimentos em ferrovia urbana, suburbana e de alta-velocidade de forma a substituir o tráfego aéreo e rodoviário.
Finalmente, o partido defende medidas de proteção ambiental e bem-estar animal como o apoio a programas de restauração de biodiversidade e a proibição de animais a longa distância e do enjaulamento individual em explorações agrícolas. Propõe ainda medidas para gerir melhor a florestas e promover um sistema alimentar mais sustentável.

### Política económica
O Volt defende uma política de «renascimento económico» para Portugal e a União Europeia. Defende maiores incentivos à inovação, apostando tanto na redução da burocracia, como no aumento do investimento em ciência e inovação, defendendo a simplificação do acesso e implementação dos fundos europeus, em particular a startups e pequenas empresas, e a triplicação do financiamento de programas como Horizonte Europa. Defende ainda que a burocracia pode ser agilizada através de regras comuns como reconhecimentos a nível europeu de qualificações e competências e uma maior aposta na digitalização e a introdução de programas de literacia financeiras nas escolas de toda a União Europeia.
O partido propõe o estabelecimento de uma União Social Europeia e a criação de um Ministério das Finanças europeu com o objetivo de coordenar investimentos europeus, resolver desequilíbrios sociais e proteger os cidadãos europeus durante recessões económicas. Propõe ainda neste sentido, políticas de harmonização a nível europeu de sistemas de segurança social, contratos de trabalho e tributação. De forma a combater desigualdades económicas, defende o estabelecimento de um Rendimento Básico Europeu (diferente de um Rendimento Básico Incondicional) em que pessoas que ganham abaixo de um limiar receberiam subsídios em vez de pagarem impostos.

## História
O Volt foi fundado a 29 de março de 2017 por Andrea Venzon, Colombe Cahen-Salvador e Damian Boeselager, no mesmo dia em que o Reino Unido anunciou formalmente a sua intenção de abandonar a União Europeia. Segundo o trio, a fundação do Volt foi uma reação ao crescente populismo no mundo, incluindo o Brexit. Em março de 2018, a primeira secção nacional foi fundada em Hamburgo, na Alemanha. Desde então, o Volt criou equipas nacionais em todos os Estados-Membros da UE e está registado legalmente como partido em vários desses países.
Nas eleições europeias de 2019 o Volt candidatou-se em oito estados-membros do Volt sobre um programa eleitoral comum, sendo o primeiro partido a fazê-lo e elegendo o eurodeputado Damian Boeselager, na Alemanha.
A 9 de outubro de 2019, foram entregues 9000 assinaturas no Tribunal Constitucional, necessárias à formalização do Volt Portugal como partido político em Portugal. No dia 25 de junho de 2020, o Tribunal Constitucional aceitou a inscrição do Volt Portugal como partido formal, tornando-se, assim, na 25.ª força política no país.

### Autárquicas de 2021
A estreia do Volt Portugal em eleições deu-se com as eleições autárquicas de 2021. Concorreu sozinho às câmaras de Lisboa, Porto e Tomar. Integrou ainda duas coligações, em Coimbra e Oeiras. Em Oeiras, o Volt Portugal integrou a Coligação Evoluir Oeiras, juntamente com o Bloco de Esquerda e o LIVRE. Em Coimbra, fez parte da coligação Juntos Somos Coimbra, juntamente com o PSD, CDS-PP, PPM, Aliança e Nós, Cidadãos e RIR. Nesta eleição, Inês Reis dos Santos do Volt Portugal foi eleita pela freguesia de Almalaguês.

### Legislativas de 2022 e repetição de eleições no círculo da Europa
Nas eleições legislativas de 2022, o Volt obteve 6 245 votos, falhando a representação parlamentar.
Nestas legislativas, na sequência de um protesto por um delegado do PSD, mais de 80% dos votos do círculo da Europa foram anulados, por não estarem acompanhados pelo documento de identificação. O Volt e outros quatro partidos, Chega, PAN, Livre e MAS, apresentaram recursos de impugnação desta anulação de votos. O recurso do Volt foi elaborado Mateus Carvalho, um dos fundadores do partido, com a colaboração Duarte Costa, atual copresidente do partido, e dos membros Francisca Rey e David Pereira.
O Tribunal Constitucional deu provimento apenas ao recurso apresentado pelo Volt Portugal, determinando que eleição pelo círculo da Europa se deveria repetir, sendo esta uma decisão inédita na política portuguesa.
A 24 de maio de 2022, Tiago Matos Gomes, primeiro presidente e um dos fundadores do Volt Portugal, demitiu-se do cargo e desfiliou-se do partido, alegando divergências ideológicas com as direções do Volt Portugal e Volt Europa. Em particular, considerou um erro a entrada do único eurodeputado do Volt, Damian Boeselager no grupo dos Verdes/Aliança Livre Europeia. Damian defendeu a decisão, tomada em votação por todos os membros do Volt Europa em 2019, argumentando que teria mais liberdade para trabalhar nos seus tópicos de interesse neste grupo do que no Renew Europe ou se permanecesse não-inscrito.
No II Congresso Nacional do Volt Portugal, que decorreu em Setúbal a 25 e 26 de junho, Ana Carvalho foi eleita presidente do Volt e Duarte Costa vice-presidente. O par concorreu às eleições do partido sob uma plataforma de coliderança que viria a ser formalizada nos estatutos do partido no ano seguinte. Com 26 anos à data da eleição, Ana Carvalho tornou-se na mais nova líder partidária em Portugal.

### Terceiro congresso à atualidade
No III Congresso Nacional do Volt Portugal, a 21 janeiro de 2023, o partido adotou oficialmente nos seus estatutos o modelo de coliderança por pessoas de géneros não-coincidentes, testado já noutros capítulos do Volt noutros países, tornando-se no primeiro partido português a formalizar tal modelo.
No seguimento da dissolução do governo, os Volt participou nas eleições legislativas antecipadas convocadas para 10 de março de 2024, aumentando o número e percentagem de voto, mas sem atingir representação parlamentar. Inês Bravo Figueiredo e Luís Almeida Fernandes, cabeças-de-lista pelo círculo de Lisboa, foram os rostos do partido durante a campanha, tendo Inês Bravo Figueiredo, chefe de política do Volt Europa e responsável pelo programa eleitoral transnacional para as eleições europeias de 2024, representado o partido nos debate dos partidos sem assento parlamentar.
A 29 de abril de 2024, o Volt Portugal solicitou junto do Tribunal Constitucional a extinção do partido ADN devido às declarações do seu líder, Bruno Fialho, em relação à reabertura e envio de oposição política para o Campo de Concentração do Tarrafal.
O Volt Portugal foi um dos dezassete partidos e coligações a concorrer às eleições europeias de 2024. No período pré-campanha, o Volt encetou conversações com o Livre e PAN para avaliar a possibilidade de concorrer com uma única frente ecologista que incluísse os três partidos que se agrupam nos Verdes/Aliança Livre Europeia, no entanto o Livre rejeitou coligações nas eleições, enquanto que o PAN não emitiu qualquer resposta. Os cabeças-de-lista para estas eleições, Duarte Costa e Rhia Lopes, foram escolhidos em maio de 2023. Não elegeu nas suas primeiras eleições europeis mas, apesar de ter diminuído o número de votos face às legislativas de 2024, viu a sua percentagem de voto aumentar para 0,24%.

## Estrutura e composição do Volt Portugal
O Volt Portugal tem como órgão executivo a Comissão Política Nacional, na qual se insere também a Direção Nacional. A Direção Nacional é composta pelos Copresidentes (Presidente e Vice-Presidente em regime de copresidência), pelo Tesoureiro, Secretário-Geral e três vogais da Comissão Política Nacional.
Os seus copresidentes são Ana Carvalho e Duarte Costa. Para além dos seus copresidentes, é composta pelo Secretário-Geral Yannick Schade, o Tesoureiro André Eira e os vogais Cátia Geraldes, Inês Reis dos Santos, Pedro Malheiro, Ralf Madernach, Silke Jellen, Susana Carneiro, Tânia Girão, Tiago Silva e Vítor Moreira.

A Comissão Política Nacional é a primeira paritária em género na história do Volt Portugal, aproximando-se assim da estrutura do Volt Europa. Em 2023, no seu discurso de aceitação do mandato, Ana Carvalho e Duarte Costa, adotaram o modelo de copresidência por pessoas de géneros não-coincidentes, conforme constava na Moção Global Estratégica apresentada. Um dos motivos apresentados foi a necessidade de alinhar a estrutura do partido com a estrutura do Volt Europa, que apresenta copresidentes nos seus estatutos. O Volt Portugal foi o primeiro partido português a adotar tal modelo de coliderança.

## Resultados eleitorais

### Eleições legislativas
| Data | Cabeça-de-lista       |      | Votos  | %             | +/-  | Deputados | +/-     | Estado            | Ref.   |
| ---- | --------------------- | ---- | ------ | ------------- | ---- | --------- | ------- | ----------------- | ------ |
| 2022 | Tiago Matos Gomes     | 15.º | 6 941  | 0,12 / 100,00 | Novo | 0 / 230   | Novo    | Extra-parlamentar | [ 22 ] |
| 2024 | Inês Bravo Figueiredo | 14.º | 11 858 | 0,18 / 100,00 | 0,06 | 0 / 230   | Estável | Extra-parlamentar | [ 31 ] |
| 2025 | Duarte Costa          | 12.º | 12 256 | 0,19 / 100,00 | 0,01 | 0 / 230   | Estável | Extra-parlamentar |        |

### Eleições europeias
| Data | Cabeça-de-lista         | Votos | %             | +/-  | Deputados | +/-  | Ref.   |
| ---- | ----------------------- | ----- | ------------- | ---- | --------- | ---- | ------ |
| 2024 | Duarte Costa Rhia Lopes | 9 543 | 0,24 / 100,00 | Novo | 0 / 21    | Novo | [ 36 ] |

### Eleições autárquicas
Nota: Os resultados apresentados excluem os resultados de coligações que envolvem o partido.
| Data | Votos | %             | +/-  | Presidentes CM | +/-  | Vereadores | +/-  | Assembleias Municipais | +/-  | Assembleias de Freguesias | Ref.   |
| ---- | ----- | ------------- | ---- | -------------- | ---- | ---------- | ---- | ---------------------- | ---- | ------------------------- | ------ |
| 2021 | 1 654 | 0,03 / 100,00 | Novo | 0 / 308        | Novo | 0 / 2 074  | Novo | 2 / 6 461              | Novo | 6 / 27 019                | [ 39 ] |

## Ligações Externas
- Volt Portugal